# سفيان الوهبي
الخطاط سفيان الوهبي هو من أئمة الخطاطين في بغداد، تخرج على يد الأستاذ درويش نعمان الذكائي، وصار أستاذاً في فن الخط وتخرج على يده الكثيرون من الخطاط ومنهم أبنه أحمد والشيخ مفتي بغداد أبو الثناء الآلوسي، والمفتي عبد الغني آل جميل والسيد العلامة محمد أمين الواعظ، والشيخ عيسى البندنيجي، والعلامة أحمد أفندي القايمقجي ، وكان يتففن في جودة الخط ويحسن التزويق ويخط اللوحات بالذهب الخالص والمينا ومن آثاره الخطية كتاب التحفة الإثنى عشرية من مخطوطات المكتبة القادرية، والقرآن الكريم من مخطوطات مكتبة الأوقاف العامة رقم 2660 في بغداد، وكتب في آخره: (وقع الفراغ من كتابة هذا المصحف الشريف على يد الفقير إلى الله تعالى سفيان الوهبي من مماليك الوزير المعظم سليمان باشا والي بغداد دار السلام).
ومن آثاره أيضا بعض اللوحات على جدران جامع الشيخ عمر السهروردي وجامع الأحمدية في بغداد.

## وفاته
توفي عام 1267هـ/1850م، ودفن في جامع الأحمدية.